# 平阴镇
平阴镇是中国山东省济南市平阴县下辖的一个镇。2010年平阴镇撤销，其地分置榆山街道、锦水街道。

## 行政区划
平阴镇下辖东南沟居委会、南门居委会、东关居委会、西关居委会、北门居委会、北山东居委会、北山西居委会、东三里居委会、白庄居委会、城区龙山社区、城区环秀社区、城区文笔山社区、城区翠屏街社区、分水岭村、三山峪村、孙官庄村、毕庄村、胡庄村、十里铺村、于庄村、葛庄村、胡山口村、尹庄村、大佛寺村、堡子村、南土楼村、西三里村、西桥口村、中桥口村、东桥口村、东蛮子村、西蛮子村、洪口村、中土楼村、北土楼村、山头村、上盆王村、下盆王村、前阮二村、后寨村、老博士村、新博士村、刘官庄村、石庄村、翟庄村、田山村、东阮二村、丁山头村、东子顺南村、东子顺北村、毕海洋村、大李子顺村、李山头村、宋子顺村、西子顺村、东孙庄村、龙桥村、凌庄村、前寨村。